# Sultarbotnatindar
Sultarbotnatindar är en bergstopp i republiken Island. Den ligger i regionen Austurland, 400 km öster om huvudstaden Reykjavík. Toppen på Sultarbotnatindar är 914 meter över havet.
Runt Sultarbotnatindar är det mycket glesbefolkat, med 3 invånare per kvadratkilometer. Närmaste större samhälle är Neskaupstaður, nära Sultarbotnatindar. Trakten runt Sultarbotnatindar består i huvudsak av gräsmarker.